# Glory to the Brave
Glory to the Brave је деби студијски албум шведског пауер метал бенда Hammerfall, објављен 1997. Упркос чињеници да је бенд основан 1993. године, ХаммерФалл је изводио углавном живу музику и обраде пре објављивања овог албума. Песму Steel Meets Steel је компоновао Оскар Дроњак непосредно пре формирања бенда и налази се на овом албуму. Бенд је потписао уговор са холандском компанијом Vic Records. Nuclear Blast се касније обратио Vic Records-у и добио уговор о лиценци за албум. Касније је Nuclear Blast откупио сва права од Vic Records. Иако је гитариста In Flames-а Јеспер Стромблад наведен као бубњар, све бубњеве је заправо свирао музичар Патрик Рафлинг, који се придружио бенду као стални члан убрзо након објављивања албума.
Насловну слику насликао је Андреас Маршал.
Glory to the Brave је поново објављен 2002. каo делукс издање са обрадом песме бенда Стормвич „Ravenlord“ као и бонус нумером и мултимедијалним делом укључујући музички видео.

## Пријем код критикке
Године 2005. Glory to the Bravе је рангиран на 295. месту у књизи часописа Rock Hard 500 најбољих рок и метал албума свих времена. Током 2020. часопис Metal Hammer прогласио га је једним од 20 најбољих метал албума 1997. године.

## Песме
| №               | Назив                    | Трајање |  |
| 1.              | The Dragon Lies Bleeding | 4:22    |  |
| 2.              | The Metal Age            | 4:28    |  |
| 3.              | HammerFall               | 4:47    |  |
| 4.              | I Believe                | 4:53    |  |
| 5.              | Child of the Damned      | 3:42    |  |
| 6.              | Steel Meets Steel        | 4:02    |  |
| 7.              | Stone Cold               | 5:43    |  |
| 8.              | Unchained                | 5:38    |  |
| 9.              | Glory to the Brave       | 7:20    |  |
| 10.             | Ravenlord                | 3:31    |  |
| Укупно трајање: | Укупно трајање:          | 44:26   |  |